# Microgale talazaci
Il tenrec toporagno di Talazac (Microgale talazaci) è una specie di tenrec endemica del Madagascar, dove abita le zone ricoperte di foresta pluviale ad altezze variabili, sia in pianura che in aree montuose.
Nonostante sia segnato dall'IUCN come "a basso rischio", recentemente la specie sta soffrendo molto per la perdita dell'habitat a causa del disboscamento.